# Ciska (voornaam)
Ciska is een meisjesnaam van Nederlandse oorsprong. Het betekent "de Franse" en is een variant op de naam Franciscus.